# ISO 3166-2:GA

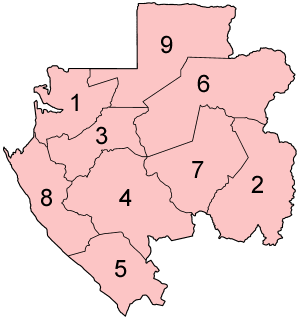
Carte où le numéro de chaque province est celui de son code ISO 3166-2

ISO 3166-2:GA est le code du Gabon dans la norme ISO 3166-2, constituant de l'ISO 3166.
Rendu du modèle {{ISO 3166-1|Gabon}} = GA
La norme définit les codes des principales subdivisions des pays telles que les provinces, les États… de tous les pays recensés dans l'ISO 3166-1.
Pour le Gabon, l'ISO 3166-2 est défini pour les 9 provinces du pays.
Chaque code est en deux parties, séparées par un tiret. La première partie est le code GA, qui est le code ISO 3166-1 alpha-2 du Gabon. La seconde partie est un nombre, de 1 à 9, numérotant les provinces par ordre alphabétique.
Le nom des subdivisions se trouve dans la norme ISO 3166-2 publiée par l’ISO 3166 Maintenance Agency (ISO 3166/MA).
| Code | Nom de province |
| ---- | --------------- |
| GA-1 | Estuaire        |
| GA-2 | Haut-Ogooué     |
| GA-3 | Moyen-Ogooué    |
| GA-4 | Ngounié         |
| GA-5 | Nyanga          |
| GA-6 | Ogooué-Ivindo   |
| GA-7 | Ogooué-Lolo     |
| GA-8 | Ogooué-Maritime |
| GA-9 | Woleu-Ntem      |